# فيرخنيايا بيشما
فيرخنيايا بيشما (بالروسية: Верхняя Пышма) هي إحدى مدن روسيا في الكيان الفدرالي الروسي سفيردلوفسك أوبلاست.

## أعلام
- كلافيديا بويارسكيخ